# Kenya Matsui
Kenya Matsui (松井 謙弥 Matsui Kenya?), född 10 september 1985, är en japansk fotbollsspelare.
I juni 2005 blev han uttagen i Japans trupp till U20-världsmästerskapet 2005.